# Grégoire Müller
Grégoire Müller (nascido em 23 de fevereiro de 1947) é um pintor e escritor suíço que vive em La Chaux-de-Fonds, Suíça.  Suas pinturas frequentemente exploram eventos atuais e notícias mundiais, conforme são documentados na televisão e na mídia impressa.

## Vida
Grégoire Müller nasceu na cidade de Morges, na Suíça. Na década de 1960, ele estudou na Académie de la Grande Chaumière em Paris, mesma época em que conheceu os colegas artistas Daniel Buren e Olivier Mosset. Durante esse período, ele estava encarregado da página de Arte da revista Pariscope e logo se tornou correspondente da Art and Artists (Londres) e da Artsmagazine (Nova York). Durante os eventos de maio de 68, Müller foi detido e encarcerado por três dias, o que, na verdade, aumentou seu interesse pela contracultura. Em 1968, ele colaborou com Harald Szeemann na lendária exposição “Quando as atitudes se tornam forma”. Em 1969, ele trocou a Europa por Nova York.
Em Nova York, Müller começou trabalhando como assistente de Richard Serra e também como crítico freelance, até se tornar o editor-chefe da revista Artsmagazine. Nesse papel, ele publicou material original de alguns dos principais artistas do século XX, incluindo Salvador Dalí, Robert Rauschenberg, Andy Warhol, Richard Serra, Walter De Maria, Sol LeWitt, Robert Smithson e Vito Acconci .
Em 1972, após a publicação de seu marcante livro “The New Avant Garde” (Praeger Publishing, NY, Pall Mall, Londres e Alfieri, Milão), Müller passou a se dedicar exclusivamente à pintura. Influenciado pela obra de Lucian Freud e Balthus, entre outros, ele se concentrou na figuração. Sua primeira grande exposição individual (1984) na Oil & Steel Gallery, aberta pouco antes por Richard Bellamy, foi resenhada por Michael Brenson para o New York Times. Em 1986, Müller deixou Nova York com sua esposa, a cantora e compositora Pascal, retornando à sua Suíça natal e estabelecendo-se em La Chaux-de-Fonds.
Além de expor seu trabalho internacionalmente, Müller lecionou na Haute Ecole d'Art (Neuchâtel) e no Lycée Blaise Cendrars (La Chaux-de-Fonds).

## Produção
Müller é um pintor figurativo que recebeu suas primeiras instruções em aulas de desenho na Académie de la Grande Chaumière, em Paris. Com o tempo, ele desenvolveu um estilo que abraça a estética encontrada tanto noneoexpressionismo quanto na pintura renascentista . Profundamente envolvida nos movimentos de vanguarda americanos da década de 1960, a compreensão de Müller de como a arte pode nos envolver fisicamente está ainda mais enraizada na Arte Processual e no Minimalismo . Desde então, ele criou obras que causam um impacto imediato e muitas vezes são vistas como combativas. Em meados da década de 1970, Müller começou a isolar a figura em suas composições, evocando questões de angústia existencial e luta. Essa noção foi aprimorada com a introdução de conteúdo político derivado de imagens de jornais e televisão.
Ao longo da última década, Müller desenvolveu uma nova abordagem, trabalhando com óleo e terebintina sobre jeans preto. Apesar de sua escuridão, suas pinturas são sobre luz e efeitos dramáticos de claro-escuro. No geral, Müller explora a capacidade única da pintura de trazer imagens à nossa consciência. O corpo e o rosto humanos, com todas as suas dimensões emocionais e psicológicas, são centrais em sua busca. Em um sentido mais amplo, o trabalho de Müller envolve tudo o que chamamos de Vida, incluindo eventos atuais, paisagens contemporâneas e objetos.
O trabalho de Müller é encontrado em coleções e também em museus pelo mundo, incluindo o Museu de Arte Moderna de Nova York, o Museu de Arte Contemporânea Aldrich, a Galeria de Arte Henry, em Seattle, a Zurich Kunsthaus, o Chase Manhattan Bank e o Nationale Suisse Assurance e a Confederação Suíça. Suas exposições foram resenhadas no New York Times, no Art in America, no The New Yorker, Artnews, no Neue Zürcher Zeitung, no L'Hebdo, no Le Temps e em outras publicações. Ele é destaque no Dictionnaire de l'Art Suisse .

## Prêmios
- National Endowment for the Arts, Washington
- Fundação Joseph James Akston, Nova York
- Pollock - Fundação Krasner, Nova York
- Fundação Robert C. Scull, Nova York

## Produção
- Battle Field, 2010, óleo sobre tela, 24 3/4 x 28 3/4 pol.
- Burnt Forest, 2008, óleo sobre tela, 86 3/4 x 52 polegadas (220 x 132 cm)
- Laughing Man, 2008, Óleo sobre tela, 20 1/2 x 19 3/4 polegadas (52 x 50 cm)
- Scavenger, 2010, óleo sobre tela, 65 1/2 x 54 1/2 polegadas (166 x 138 cm)
- Vela, 2008, óleo sobre tela, 23 x 14 3/4 polegadas (58,4 x 37,5 cm)
- Abu Ghraib, 2008, óleo sobre tela, 75 x 54 1/2 polegadas (190,5 x 138,5 cm)

## Exposições
2011
- Galeria Jason McCoy, Nova York, NY

2009
- Espace Courant d'art, Porrentruy

2003
- Musée des Beaux Arts, Le Locle

2001
- Musée d'Art et d´Histoire, Neuchâtel

2000
- Galerie Numaga, Auvernier

1997
- ESF - Espace Saint-François, Lausanne

1993
- Galeria Jason McCoy, Nova York, NY
- Villa Turque - EBEL (Le Corbusier), La Chaux-de-Fonds
- Galerie Carzaniga + Uecker, Basel

1992
- Kunsthaus Zürich
- Galeria Fischlin, Genebra

1991
- Galeria Jason McCoy, Nova York, NY
- Galeria David Grob, Londres

1990
- Universidade de Lausanne

1989
- Galeria Jason McCoy, Nova York, NY
- Palais de l'Athénée, Genebra

1988
- Galeria David Grob, Londres
- Galerie Carzaniga + Uecker, Basel

1987
- Galeria Jason McCoy, Nova York, NY
- Galerie Renée Ziegler, Zurique
- Galeria Artis, Monte Carlo

1986
- Musée des Beaux Arts, La Chaux-de-Fonds
- Galeria Gruenebaum de Nova York

1984
- Oil & Steel Gallery, Nova York, NY

1977
- Galeria Kornblee, Nova York, NY

1976
- Galerie Jean Chauvelin, Paris
- Deitcher / O'Reilly Gallery, Nova York, NY

1975
- Deitcher / O'Reilly Gallery, Nova York, NY

## Coleções
- Museu de Arte Moderna de NY
- Kunsthaus Zürich, Suíça
- Musée des Beaux-Arts, La Chaux-de-Fonds, Suíça
- Musée d'Art et d'Histoire, Neuchâtel, Suíça
- Museo d'Arte di Lugano, Suíça
- Coleção da Confederação Suíça, Berna, Suíça
- Henry Art Gallery, Seattle, WA
- Museu de Arte Contemporânea Aldrich, CT
- Fondation Gotti, Museo d'Arte, Lugano
- Fondation du Château de Jau, França
- Chase Manhattan Bank, Nova York
- Prudential Insurance, Nova York
- Union Bank of Switzerland, Nova York
- Schweizerische Nationalversicherung, Basel
- UBS, Nova York

## Catálogos
- Grégoire Müller, Nova York: Jason McCoy Gallery, NY, 2011
- Grégoire Müller, polígrafo, Le Locle: Musée de Beaux-Arts, Le Locle, 2004
- Face à la peinture, Neuchâtel: Musée dárt et d´Historie de Neuchâtel, 2001
- Grégoire Müller: pinturas recentes, Nova York: Jason McCoy Gallery, 1989
- Grégoire Müller, ensaio de Donald B. Kuspit, Londres: David Grob Limited, 1988

## Livros
- Grégoire Müller, Ramblings: art et survie à Manhattan, 1969–1986, Editions de l'Aire, 1997
- Grégoire Müller, New Avantgarde: Issues for the Art of the Seventies, Pall Mall Publishers, 1972